# Henry Mostriciattoli
Henry Mostriciattoli (Henry Hugglemonster) è una serie animata, per bambini in età prescolare, prodotta da Brown Bag Films. Basata sul libro "I'm a Happy Hugglewug" creato ed illustrato da Niamh Sharkey, è comparsa su Disney Junior nel Regno Unito l'8 febbraio 2013; e poi negli Stati Uniti dal 15 aprile 2013. In Italia, la serie venne trasmessa sull'omonimo canale dal 27 maggio 2013 e replicata su Rai 2 dall'11 febbraio 2014.
Lo scopo del cartone è incoraggiare i bambini a non aver paura dei mostri.

## Personaggi
- Henry: Il protagonista della serie
- Summer: La sorella di Henry
- Cobby: Il fratello di Henry
- Momma: La mamma di Henry
- Papo: Il papà di Henry
- Ivor: Il fratellino di Henry
- Nono: La nonna di Henry
- Nonno: Il nonno di Henry
- Gertie: L'amica di Henry
- Denzel: L'amico di Henry

- Sig. Roalantonio: Il camieriere della città

- Sig. Mostrovvio: Il papà di Denzel. Gestisce una pasticceria

## Episodi

### 1 Stagione
| N  | Titolo originale                                              | Titolo italiano                                          | Data originale    | Data italiana    |
| -- | ------------------------------------------------------------- | -------------------------------------------------------- | ----------------- | ---------------- |
| 1  | The Huggleflower/Monster Lullaby                              | Il Cantafiore/Ninna nanna mostruosa                      | 15 aprile 2013    | 27 maggio 2013   |
| 2  | Astrobrix/The Sore Roar                                       | Astrobrix/La foto di famiglia                            | 16 aprile 2013    | 28 maggio 2013   |
| 3  | Runaway Dough/The Copymonster                                 | Il concorso dei mostrocuccioli/Il mostro copione         | 17 aprile 2013    | 29 maggio 2013   |
| 4  | The Herry Show/Mega Bouncers                                  | Lo spettacolino di Herry/I megarinbalselli               | 18 aprile 2014    | 30 maggio 2013   |
| 5  | Bye Bye Beckett/Pet Party                                     | Ciao Ciao Beckett/Buon Compleanno Beckett                | 19 aprile 2014    | 31 maggio 2013   |
| 6  | Number One Fan/Herry's Hugglefish                             | Fan numero uno/Il mostro pesce di Herry                  | 20 aprile 2014    | 1º giugno 2013   |
| 7  | Sneezo-Rama/The Huggleball Game                               | Starnuti super mostruosi/La partita di palla appiccicosa | 21 aprile 2014    | 6 giugno 2013    |
| 8  | The Hugglejuice Stand/The Huggledance Party                   | Il banchetto di mostrosucco/Il ballo di Cobby            | 22 aprile 2014    | 30 giugno 2013   |
| 9  | Promises Promises/?                                           | Una promessa è una promessa/?                            | 23 aprile 2014    | 1º luglio 2013   |
| 10 | Paint the Town/Herry, Incorporated                            | Coloriamo la città/La pista da corsa                     | 24 aprile 2014    | 1º gennaio 2014  |
| 11 | Monsters on the Town/Enormo Herry                             | TBA/La tuta gonfiabile                                   | 25 aprile 2014    | 4 gennaio 2014   |
| 12 | The Halloween Scramble/Scout's Night Out                      | La mischia di Halloween/I mostri scout                   | 26 aprile 2014    | 7 gennaio 2014   |
| 13 | Happy Hugglemas                                               | Buon mosronatale                                         | 27 aprile 2014    | 12 dicembre 2014 |
| 14 | Monster Seeds/Herry and the Sno-Grrr                          | Semi mostruosi/L'orco delle nevi                         | 28 aprile 2014    | 14 dicembre 2014 |
| 15 |                                                               |                                                          |                   |                  |
| 16 |                                                               |                                                          |                   |                  |
| 17 | The Piano Lesson/TBA                                          | La lezione di pianoforte/TBA                             | 28 aprile 2014    | 1º febbraio 2014 |
| 18 |                                                               |                                                          |                   |                  |
| 19 | A Fuuny Thing Happend on the Way to Monsterschool/Summergrams | Che divertimento andare alla Mostroscuola/I Summergrammi | 7 settembre 2014  | 1º novembre 2014 |
| 20 |                                                               |                                                          |                   |                  |
| 21 |                                                               |                                                          |                   |                  |
| 22 |                                                               |                                                          |                   |                  |
| 23 |                                                               |                                                          |                   |                  |
| 24 |                                                               |                                                          |                   |                  |
| 25 |                                                               |                                                          |                   |                  |
| 26 | Once Upon A Roar                                              | La leggenda del Piuma-Luccicante                         | 20 settembre 2014 | 25 marzo 2014    |

### 2 Stagione
| N  | S | Titolo originale                    | Titolo italiano                         | Data originale  | Data italiana    |
| -- | - | ----------------------------------- | --------------------------------------- | --------------- | ---------------- |
| 27 | 1 | Big Baby/The Perfect Anniversar     | Un grande bebè/La cena di anniversario  | 1º gennaio 2015 | 26 febbraio 2015 |
| 28 | 2 | Ivor Takes The Cake/Runaway Airship | Ivor prende la torta/Dirigibile in fuga | 2 gennaio 2015  | 27 febbraio 2015 |
| 29 | 3 | Where's Beckett?/Huggleflight       | Beckett innamorato/Lezioni di volo      | 3 gennaio 2015  | 28 febbraio 2015 |
| 30 | 4 | Knit-O-Bot/Scout vs. Scout          | TBA/Scout contro Scout                  | 4 gennaio 2015  | 29 febbraio 2015 |